# Saint-Vaury
Saint-Vaury település Franciaországban, Creuse megyében. Lakosainak száma 1729 fő (2022. január 1.). Saint-Vaury La Brionne, Bussière-Dunoise, Fleurat, Gartempe, Le Grand-Bourg, Saint-Silvain-Montaigut és Saint-Sulpice-le-Guérétois községekkel határos.

## Népesség
A település népessége az elmúlt években az alábbi módon változott:
| Lakosok száma | 2359 | 2265 | 2059 | 1825 | 1807 | 1778 | 1753 | 1738 | 1735 | 1729 |
|               | 1968 | 1982 | 1990 | 2006 | 2013 | 2015 | 2017 | 2019 | 2020 | 2022 |